# Клеммный контакт

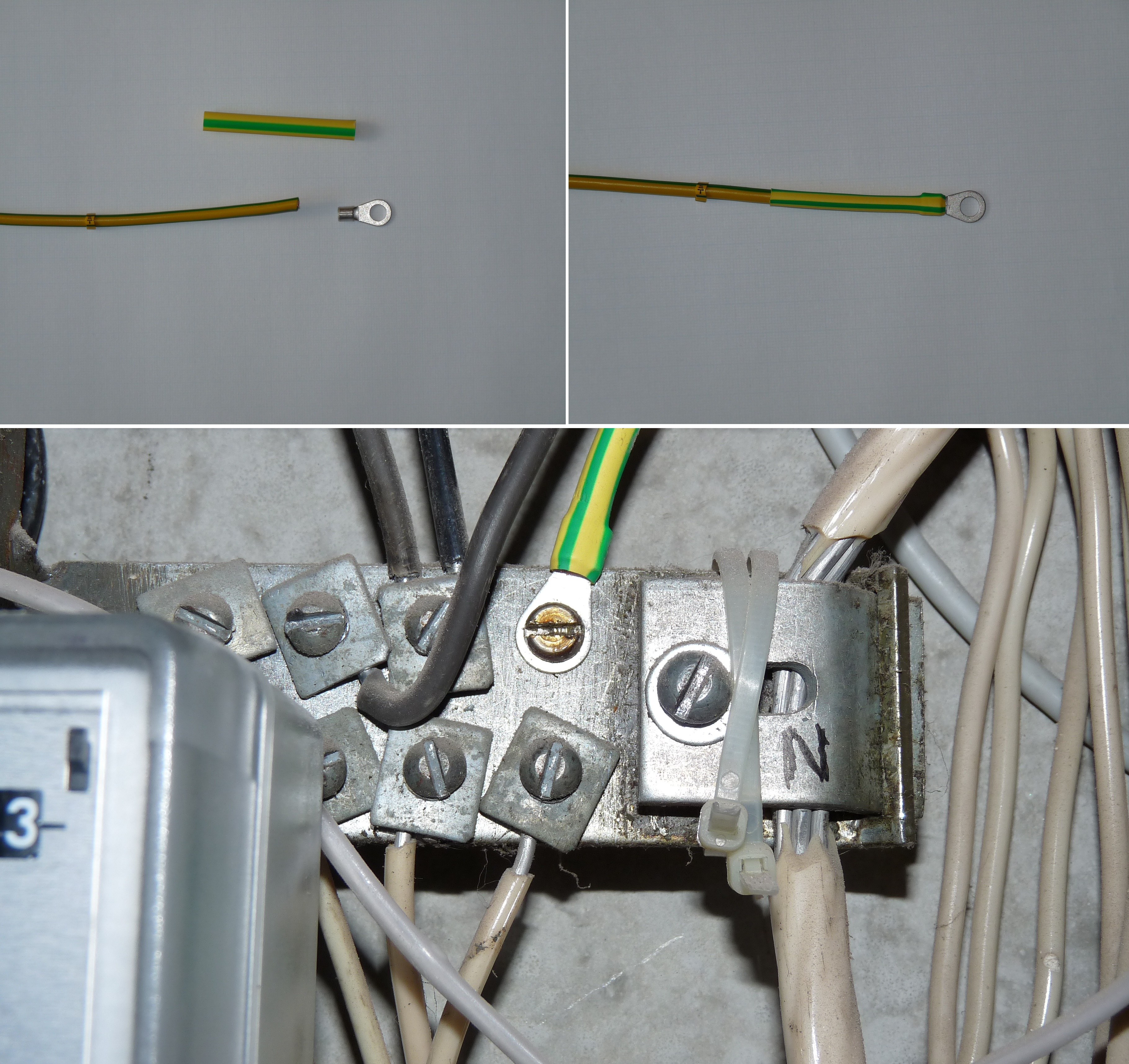
Клеммы проводки в здании

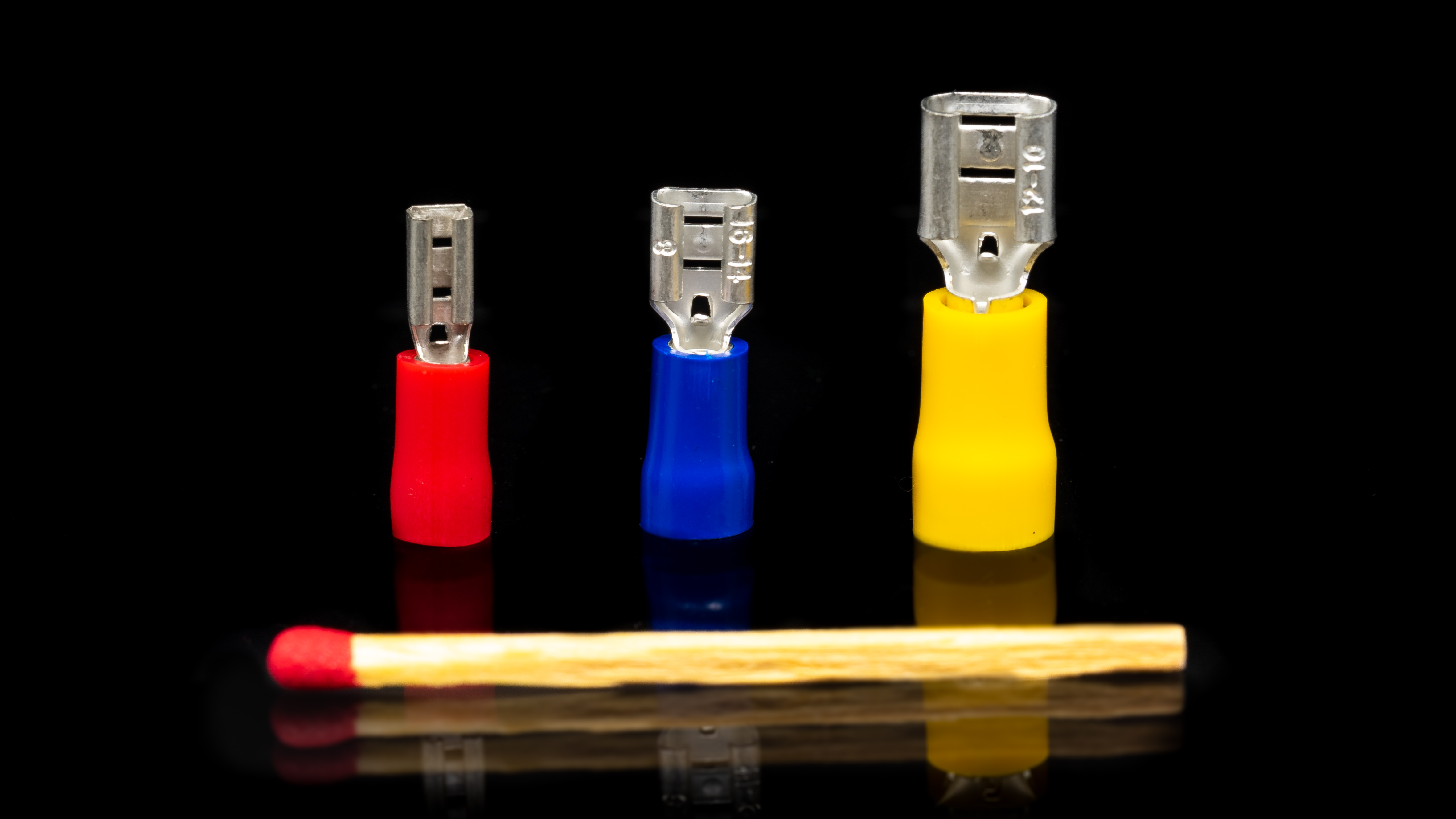
«Faston».

Клемма (нем. Klemme — «зажим») — зажим для соединения электрических проводов с машиной, прибором и так далее. Клеммовое соединение является одним из видов электротехнических соединений, наряду со скручиванием, пайкой, сваркой, болтовым и гильзовым соединениями. Клеммы часто употребляются в виде блоков — клеммных колодок (клеммников). Она является одним из самых надёжных, но при его применении нельзя использовать провода с многопроволочными жилами, не снаряжённые наконечниками: при затяжки винтов они открываются, что может вызвать разрыв проводов или ослабления контакта со временем.
В сетевом анализе, терминал означает точку, в которой можно сделать соединение к сети в теории и не обязательно относится к любому физическому объекту. В этом контексте, особенно в более старых документах, его иногда называют полюсом. На принципиальных схемах клеммы для внешних подключений обозначены пустыми кружками. Они отличаются от узлов или соединений, которые полностью находятся внутри цепи, и обозначены закрашенными кружками.
Все электрохимические ячейки имеют два вывода, называемые анодом и катодом или положительным (+) и отрицательным (-). На многих сухих батареях положительный вывод представляет собой выступающую металлическую крышку, а отрицательный вывод представляет собой плоский металлический диск. В гальваническом элементе, таком как обычная батарея AA, электроны текут от отрицательной клеммы к положительной, в то время как обычный ток противоположено направлен.